# Ryan Stassel
Ryan Stassel (Anchorage, 23 oktober 1992) is een Amerikaans snowboarder. Hij nam eenmaal deel aan de Olympische Winterspelen, maar behaalde geen medaille.

## Carrière
Stassel maakte zijn wereldbekerdebuut in januari 2011 tijdens de big air in Denver. Hij behaalde nog geen podiumplaats op een wereldbekerwedstrijd. In 2014 nam Stassel een eerste keer deel aan de Olympische Spelen. Op de slopestyle eindigde hij veertiende.

## Resultaten

### Olympische Winterspelen
| Jaar | Plaats | Resultaten     |
| ---- | ------ | -------------- |
| 2014 | Sotsji | 14e Slopestyle |

### Wereldkampioenschappen
| Jaar | Plaats   | Resultaten    |
| ---- | -------- | ------------- |
| 2013 | Stoneham | 7e Slopestyle |

### Wereldbeker
Eindklasseringen
| Seizoen   | Algm | PAR  | BA  | SBS |
| --------- | ---- | ---- | --- | --- |
| 2010/2011 | 121e | -    | 74e | -   |
| 2012/2013 | 68e  | 181e | -   | 25e |